# Apollo 10
Apollo 10 fu la quarta missione con equipaggio del programma spaziale Apollo dell'agenzia statunitense NASA, nonché la seconda (dopo Apollo 8) a orbitare attorno alla Luna. Definita dalla stessa NASA come una "prova generale" per il primo sbarco lunare, la missione fu classificata come di tipo "F" e aveva l’obiettivo di collaudare tutti i componenti e le procedure del veicolo spaziale Apollo in vista dello sbarco previsto con la missione successiva. Mentre l'astronauta John Watts Young rimase nel modulo di comando e servizio (CSM) in orbita attorno alla Luna, gli astronauti Thomas Stafford e Eugene Cernan volarono sul Modulo lunare Apollo (LM) portandosi a soli 15,6 chilometri dalla superficie lunare, la quota di accensione dei retrorazzi per la discesa controllata in una missione di allunaggio. Completata la manovra, i due si ricongiunsero a Young. Dopo aver effettuato 31 orbite attorno alla Luna, l'equipaggio di Apollo 10 fece ritorno sulla Terra senza incidenti. Il pieno successo della missione spianò definitivamente la strada allo storico sbarco dell'Apollo 11, avvenuto circa due mesi più tardi.
Sebbene la NASA avesse inizialmente preso in considerazione l'ipotesi di effettuare il primo allunaggio con equipaggio già con la missione Apollo 10, i responsabili della pianificazione optarono infine per condurre un ulteriore volo di prova, ritenendo più prudente perfezionare ulteriormente le procedure e le tecniche operative. Durante la missione, l'equipaggio si trovò ad affrontare alcune difficoltà, tra cui oscillazioni pogo nella fase di decollo e una temporanea perdita di controllo durante l’ascesa del modulo lunare. Nonostante questi inconvenienti, gli obiettivi principali della missione furono considerati pienamente raggiunti. Stafford e Cernan eseguirono osservazioni e realizzarono fotografie del sito previsto per l'allunaggio dell'Apollo 11, situato nel Mare della Tranquillità. Apollo 10 trascorse complessivamente circa 61 ore in orbita lunare e un totale di circa 8 giorni nello spazio. La missione stabilì inoltre il record, tuttora imbattuto, per la velocità più elevata mai raggiunta da un veicolo con equipaggio: 39897 km/h (11,08 km/s), toccata il 26 maggio 1969 durante il rientro dalla Luna.
I nomi di chiamata assegnati alla missione furono ispirati ai personaggi dei Peanuts: Charlie Brown per il modulo di comando e Snoopy per il modulo lunare, che divennero di fatto le mascotte semi-ufficiali della missione. Il creatore della striscia, Charles M. Schulz, collaborò con la NASA realizzando alcuni disegni ispirati alla missione.

## Contesto
Durante il secondo mandato del Presidente Eisenhower, gli Stati Uniti si trovarono a rincorrere i successi colti dall'Unione Sovietica nella cosiddetta corsa allo spazio, aperta dal lancio nel 1957 dello Sputnik 1, il primo satellite artificiale in orbita attorno alla Terra. Nel gennaio del 1961, John Kennedy ereditò dall'amministrazione precedente il Programma Mercury, che aspirava a portare il primo uomo nello spazio, e una bozza del Programma Apollo, che avrebbe dovuto essere un proseguimento del precedente nello spazio circumterrestre. Tuttavia, il 25 maggio 1961, in un discorso pronunciato durante una sessione speciale del Congresso degli Stati Uniti, il presidente Kennedy riconvertì l'obiettivo del Programma Apollo in un allunaggio «entro la fine del decennio», in risposta al nuovo primato stabilito dall'Unione Sovietica, che il 12 aprile aveva lanciato con successo Jurij Gagarin nello spazio.
Nel 1967 la NASA aveva pianificato le fasi da compiere prima di effettuare un tentativo di sbarco sulla Luna e aveva stilato un elenco di tipologie di missione, designate da lettere, che dovevano essere effettuate in preparazione di quella di allunaggio, la quale sarebbe stata la missione "G". I primi voli senza equipaggio erano considerati missioni "A" o "B", mentre l'Apollo 7, il primo volo del programma Apollo con astronauti a bordo finalizzato a testare il Modulo di Comando e Servizio (CSM), sarebbe stata una missione "C". Il primo test in orbita terrestre con equipaggio del modulo lunare (LM) venne compiuto dall'Apollo 9, la missione "D". Apollo 8, che aveva per primo raggiunto l'orbita lunare senza un LM, era considerata una missione "C-prime", ma il suo successo conferì alla NASA la sicurezza di poter saltare la missione "E" che, secondo i piani, avrebbe dovuto testare l'intera navicella spaziale Apollo in orbita terrestre media o alta. L'Apollo 10, la prova generale per lo sbarco sulla luna, doveva essere la missione "F".
La NASA prese in considerazione anche la possibilità di saltare anche la missione "F" e di tentare il primo allunaggio già con l'Apollo 10. Alcuni dirigenti dell'agenzia appoggiarono tale proposta, ritenendo insensato portare gli astronauti così vicino alla superficie lunare, solo per poi fare marcia indietro. Sebbene il modulo lunare realizzato per l'Apollo 10 fosse troppo pesante per compiere una missione di allunaggio, quello destinato all'Apollo 11 sarebbe divenuto disponibile ritardando il lancio della missione di un mese, rispetto al periodo previsto nel maggio del 1969. Nonostante molti pareri favorevoli, si opposero coloro i quali ritenevano, tra cui il direttore delle operazioni di volo Christopher Kraft, che dovevano ancora essere sviluppate le nuove procedure per un rendezvous in orbita lunare e che la NASA avesse informazioni incomplete riguardo alle concentrazioni di massa (mascon) della Luna, cosa che avrebbe potuto deviare la traiettoria dei veicoli spaziali. Il tenente generale Sam Phillips, il responsabile del programma Apollo, ascoltò le argomentazioni di entrambe le parti e decise che una prova generale era necessaria.

## Equipaggio

### Equipaggio prinicipale
| Ruolo                        | Astronauta                 | Astronauta                 |
| ---------------------------- | -------------------------- | -------------------------- |
| Comandante                   | Thomas Stafford Terzo volo | Thomas Stafford Terzo volo |
| Pilota del modulo di comando | John Young Terzo volo      | John Young Terzo volo      |
| Pilota del modulo lunare     | Eugene Cernan Secondo volo | Eugene Cernan Secondo volo |

Il 13 novembre 1968, la NASA annunciò i nomi degli astronauti che avrebbero composto l'equipaggio dell'Apollo 10. Il comandante, Thomas Stafford, aveva 38 anni al momento della missione. Diplomato alla Naval Academy nel 1952, Stafford entrò nella United States Air Force come aviatore. Selezionato nel secondo gruppo di astronauti nel 1962, partecipò come pilota alla missione Gemini 6A nel 1965 e come comandante della Gemini 9A l'anno successivo.
Il pilota del modulo di comando, John Young, anch'egli di 38 anni, al momento della missione era comandante della marina statunitense. Diplomato nel 1952 al Georgia Institute of Technology, entrò in marina dopo la laurea e divenne pilota collaudatore nel 1959. Come Stafford, fu selezionato per il secondo gruppo di astronauti. Volò su Gemini 3 con Gus Grissom nel 1965, diventando il primo astronauta americano non appartenente ai Mercury Seven a volare nello spazio. Successivamente, Young comandò la missione Gemini 10 con Michael Collins.
Il pilota del modulo lunare, Eugene Cernan, aveva 35 anni ed era anch'egli comandante di marina. Diplomato nel 1952 alla Purdue University, fu selezionato nel terzo gruppo di astronauti nel 1963. Prima di essere assegnato all'Apollo 10, Cernan aveva volato con Stafford nella missione Gemini 9A.
Con cinque precedenti missioni portate a termine collettivamente, l'equipaggio dell'Apollo 10 era il più esperto fino a quel momento a raggiungere lo spazio, un primato che mantenne fino all'epoca dello Space Shuttle. Fu anche la prima missione spaziale statunitense con un equipaggio composto interamente da veterani dello spazio.

### Equipaggio di riserva
L'equipaggio di riserva dell'Apollo 10 era composto da Gordon Cooper (comandante), Donn Eisele (pilota del modulo di comando) e Edgar Mitchell (pilota del modulo lunare). Il loro compito era addestrarsi e prepararsi per subentrare all'equipaggio principale in caso di necessità. Secondo la consueta rotazione degli equipaggi prevista nel programma Apollo, Cooper, Eisele e Mitchell avrebbero dovuto volare sull'Apollo 13. Tuttavia, né Cooper né Eisele tornarono mai nello spazio. Deke Slayton, all'epoca Direttore delle Operazioni dell'Equipaggio di Volo, ritenne che Cooper non si addestrasse con sufficiente impegno, mentre Eisele fu escluso a causa dei contrasti avvenuti durante la missione Apollo 7 tra l'equipaggio e i controllori di terra. Inoltre, il divorzio problematico affrontato da Eisele influì negativamente sulla sua carriera. Slayton assegnò comunque i due astronauti all'equipaggio di riserva per via della carenza di astronauti con esperienza disponibili. In seguito, Cooper ed Eisele furono sostituiti rispettivamente da Alan Shepard e Stuart Roosa, che presero parte alla missione Apollo 14.

### Equipaggio di supporto
Per ogni missione dei programmi Mercury e Gemini veniva nominato un equipaggio principale e uno di riserva. Con il programma Apollo fu introdotta una terza squadra di astronauti, nota come "equipaggio di supporto". Questa pratica fu istituita dal direttore dell'ufficio astronauti Deke Slayton su consiglio di James McDivitt, futuro astronauta dell'Apollo 9. McDivitt riteneva che, con la preparazione delle componenti della navicella distribuita in vari luoghi del paese, si rischiasse di perdere importanti riunioni che richiedevano la presenza di un membro dell'equipaggio di volo. L'equipaggio di supporto era incaricato della stesura del piano di volo, delle liste di controllo e delle procedure operative di base. Inoltre, aveva il compito di mantenere aggiornati gli equipaggi principale e di riserva su eventuali modifiche. Un altro ruolo fondamentale dell'equipaggio di supporto era lo sviluppo delle procedure nei simulatori, in particolare quelle relative alle situazioni di emergenza. In questo modo, gli equipaggi principale e di riserva potevano concentrarsi sul perfezionamento delle manovre e sul padroneggiamento del simulatore. Per l'Apollo 10, l'equipaggio di supporto era composto da Joe Engle, James Irwin e Charles Duke.

### Controllo missione
I direttori di volo della missione furono Gerry Griffin, Glynn Lunney, Milt Windler e Pete Frank. Durante le missioni Apollo, il ruolo di direttore di volo aveva una descrizione concisa: «Il direttore di volo può intraprendere qualsiasi azione necessaria per la sicurezza dell'equipaggio e il successo della missione». Il ruolo di CapCom, ovvero radiofonista di contatto con la capsula, fu ricoperto dagli astronauti Charles Duke, Joe Engle, Jack Lousma e Bruce McCandless.

## Codici di chiamata e emblema

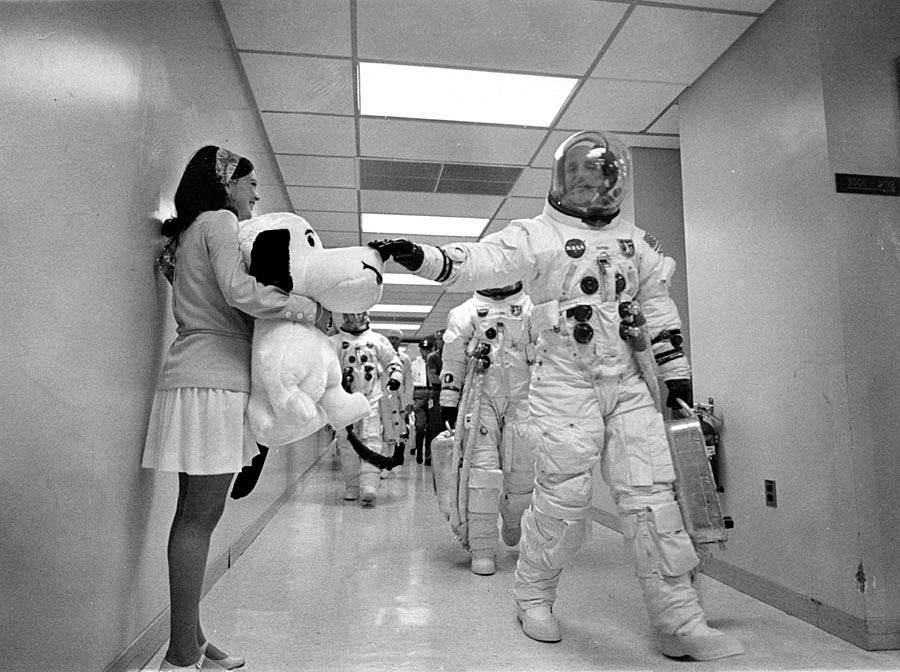
Stafford tocca un pupazzo di "Snoopy" mentre si avvia verso la rampa di lancio con il resto dell'equipaggio

Come da tradizione della NASA, anche per l'Apollo 10, oltre alle denominazioni ufficiali, gli astronauti poterono scegliere dei codici identificativi per le varie componenti del veicolo spaziale. L'ispirazione venne dal fumetto di Charles M. Schulz, Peanuts: la capsula venne chiamata Charlie Brown, mentre il modulo lunare prese il nome di Snoopy. Già l'equipaggio dell'Apollo 9 aveva scelto dei nomi - Gumdrop (caramella di gomma) e Spider (ragno) - che avevano suscitato polemiche all'interno della NASA e neppure la scelta per l'Apollo 10 fu ben vista dai dirigenti dell'agenzia. Per questo motivo, la NASA impose con fermezza che l'equipaggio dell'Apollo 11 – la prima missione a dover atterrare sulla Luna – scegliesse denominazioni più serie per i propri veicoli, e infatti vennero adottati i nomi Columbia per il modulo di comando e Eagle per il modulo lunare.
Snoopy, il cane di Charlie Brown, fu scelto come identificativo di chiamata del modulo lunare perché doveva "curiosare" il sito di atterraggio, mentre Charlie Brown fu assegnato al modulo di comando come compagno di Snoopy. Snoopy era già associato al programma spaziale, poiché i dipendenti che si distinguevano per il loro lavoro ricevevano le "spille Snoopy" d'argento, e poster con il cane erano diffusi nelle strutture della NASA, raffigurandolo con un casco spaziale al posto del classico copricapo da aviatore della prima guerra mondiale. Stafford affermò che, data la popolarità delle spille, «la scelta di Snoopy [come segnale di chiamata] era un modo per riconoscere il contributo delle centinaia di migliaia di persone che ci hanno portato lì». Inoltre, il personaggio risultava appropriato poiché, nel fumetto, Snoopy aveva viaggiato sulla Luna l'anno prima, «superando gli americani, i russi e quel gatto stupido della porta accanto», secondo Schulz.

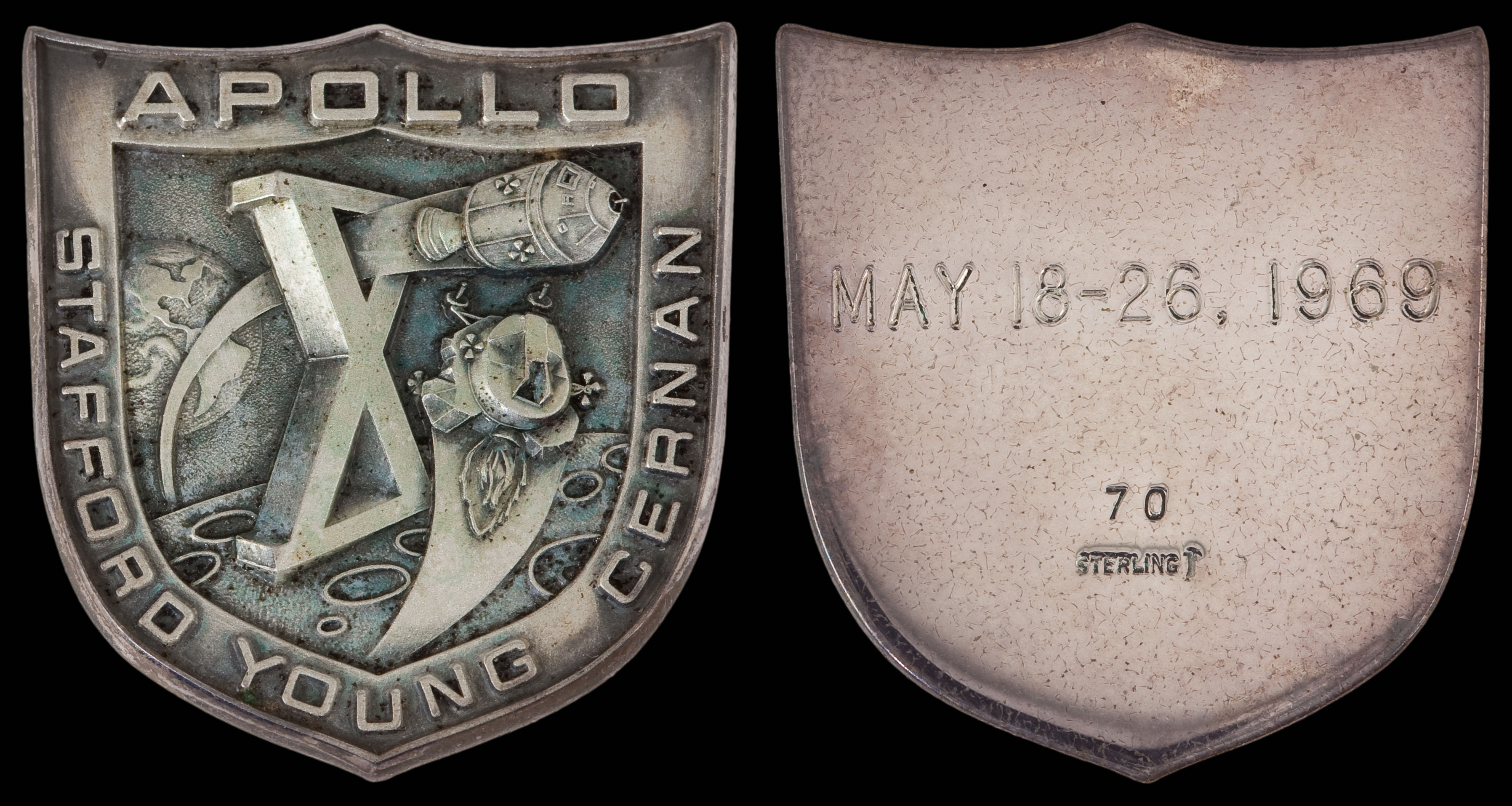
Medaglia d'argento con lo stemma di Apollo 10

L'emblema della missione aveva la forma di uno scudo, al cui interno era raffigurato un 10 secondo il sistema di numerazione romano. La grande X, tridimensionale e posta sulla superficie della Luna, avrebbe dimostrato - nelle parole di Stafford - che avrebbero lasciato il segno. Sebbene la missione non prevedesse alcun allunaggio, avrebbe dato un contributo cruciale al programma Apollo. In orbita attorno alla Luna era inoltre raffigurato il modulo di comando e servizio e, con il motore acceso, lo stadio di ascesa del modulo lunare in volo sopra la superficie. Infine, sullo sfondo era raffigurata la Terra. L'emblema era contornato da un bordo azzurro rifinito in oro, con la parola "APOLLO" in alto e i nomi dei membri dell'equipaggio in basso, anch'essi rifiniti in oro. Il disegno fu realizzato da Allen Stevens della Rockwell International.

## Addestramento e preparazione

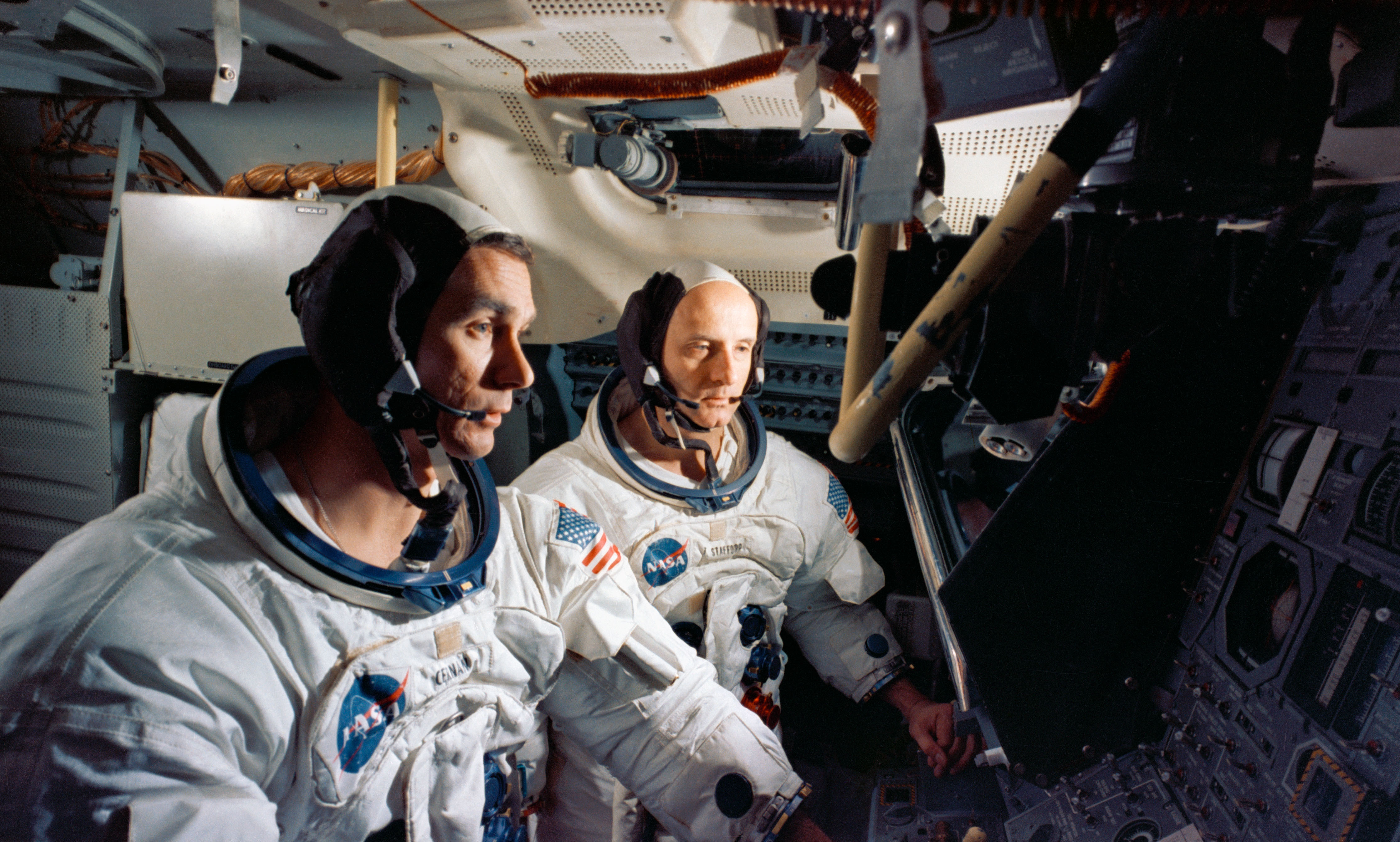
Gli astronauti Thomas Stafford e Eugene Cernan all'interno del simulatore del modulo lunare

Apollo 10, designata missione "F", aveva come obiettivi prioritari la dimostrazione delle capacità dell'equipaggio, delle prestazioni del veicolo spaziale e delle strutture di supporto durante una missione con equipaggio in orbita lunare, oltre a valutare le performance del modulo lunare in tale contesto. Inoltre, i pianificatori della missione prevedevano di tentare di fotografare l'Apollo Landing Site 2 (ALS-2) nel Mare della Tranquillità, il luogo previsto per il futuro allunaggio dell'Apollo 11. Secondo Stafford, «Il nostro volo dovrà portare il primo modulo lunare vicino alla Luna. Prenderemo il modulo lunare, scenderemo a una decina di miglia sopra di essa, nove miglia sopra le montagne, eseguiremo una mappa radar, una mappa fotografica, per scegliere il sito per il primo allunaggio, eseguiremo il primo rendezvous in orbita lunare, individueremo alcuni futuri siti di allunaggio e torneremo a casa».
Secondo il programma, l'Apollo 10 doveva seguire il più possibile il piano di volo previsto per Apollo 11, inclusa la sua traiettoria da e verso l'orbita lunare, la linea temporale degli eventi durante la missione e persino incontrare le stesse condizioni di illuminazione naturale di ALS-2. Tuttavia, non doveva essere tentato alcun allunaggio. Il possibile sito di allunaggio ALS-1, così chiamato per essere il più a est dei siti proposti, era anch'esso situato nel Mare della Tranquillità ed era stato ampiamente fotografato dagli astronauti dell'Apollo 8. Su suggerimento dello scienziato-astronauta Harrison Schmitt, il lancio dell'Apollo 10 venne posticipato di un giorno per permettere di fotografare in condizioni ottimali ALS-2. Questo venne infine scelto come sito per l'allunaggio per la superficie relativamente pianeggiante e per il grande interesse scientifico; ALS-1, invece, risultò troppo lontano a est. Pertanto, quando il 10 gennaio 1969 venne annunciata la data di lancio dell'Apollo 10, essa fu spostata dal 1º maggio al 17 maggio, anziché al 16 maggio. Il 17 marzo 1969, il lancio fu ulteriormente posticipato al 18 maggio per ottenere anche una migliore visibilità del sito ALS-3, a ovest di ALS-2. Un'altra deviazione dal piano di Apollo 11 prevedeva che l'Apollo 10 trascorresse un giorno in più in orbita lunare una volta che il CSM e il LM si fossero riuniti, garantendo così altro tempo per eseguire i test sui sistemi del LM e per fotografare i siti che avrebbero potuto essere scelti per l'allunaggio delle missioni Apollo successive.
Gli astronauti dell'Apollo 10 compirono cinque ore di addestramento specifico per ogni ora prevista di missione. Ciò si aggiunse ai normali preparativi, come briefing tecnici, riunioni e studio personale. L'equipaggio partecipò ai test del CSM presso lo stabilimento di Downey, in California, dove si trovava il suo produttore, la North American Rockwell, e quelli del LM presso la Grumman a Bethpage, New York. Visitarono Cambridge, nel Massachusetts, per un briefing sull'Apollo Guidance Computer presso il Massachusetts Institute of Technology. Ognuno di loro trascorse più di 300 ore nei simulatori del CM o LM presso il Manned Spacecraft Center (MSC) a Houston e al Kennedy Space Center (KSC) in Florida. Per allenarsi alle condizioni di forte accelerazione che avrebbero sperimentato nel rientro atmosferico, utilizzarono la centrifuga presente al MSC.

## Capacità di allunaggio
Obiettivo della missione Apollo 10 era l'esecuzione di tutte le manovre previste per atterrare sulla Luna, salvo che l'ultima accensione dei retrorazzi per la discesa controllata in una vera missione di allunaggio; raggiunta la quota prevista per tale manovra, il modulo lunare Snoopy avrebbe acceso i motori per risalire  in orbita e ricongiungersi con il modulo di comando Charlie Brown . Avendo tale obiettivo, era stato realizzato senza l'equipaggiamento necessario per allunare e, successivamente, decollare dalla superficie per tornare in orbita. Infatti, lo stadio di ascesa conteneva la quantità di propellente (Aerozina 50 come carburante e tetrossido di diazoto come ossidante) che avrebbe avuto se fosse decollato dalla superficie lunare e avesse raggiunto la quota alla quale era prevista l'inversione del moto di discesa, ma ciò corrispondeva solo a circa la metà della quantità necessaria per un vero decollo e per il rendezvous con il CSM. Di fatti, Snoopy pesava al lancio 13941 kg, rispetto ai 15095 kg di Eagle, il modulo lunare dell'Apollo 11, che effettivamente atterrò sulla Luna. Inoltre, al momento della missione dell'Apollo 10 non era stato ancora ultimato il software necessario per guidare il modulo lunare fino all'allunaggio.
Nel suo libro Rocket Men, Craig Nelson scrisse che la NASA prese precauzioni specifiche per evitare che gli astronauti Stafford e Cernan tentassero di atterrare sulla Luna. Cernan ricordò: «Molti pensavano al tipo di persone che eravamo: "Non dare a quei ragazzi l'opportunità di atterrare, perché potrebbero farlo!". Per questo motivo, il modulo di ascesa, con cui ci saremmo sollevati dalla superficie lunare, aveva i serbatoi di carburante non completamente pieni. Se avessimo tentato di atterrare sulla Luna, non avremmo avuto abbastanza carburante per decollare». Inoltre, Mueller, amministratore associato della NASA per i voli spaziali con equipaggio, affermò:
Ci sono state alcune speculazioni sul fatto che l'equipaggio potesse atterrare, essendosi avvicinato così tanto. Avrebbero potuto volerlo, ma era impossibile per quel modulo lunare atterrare. Era un prototipo in fase di sviluppo ancora troppo pesante per un allunaggio, o, per essere più precisi, troppo pesante per essere in grado di completare la risalita fino al modulo di comando. Era solo un modulo di test, progettato per la prova generale, e così è stato utilizzato.

## Veicolo spaziale

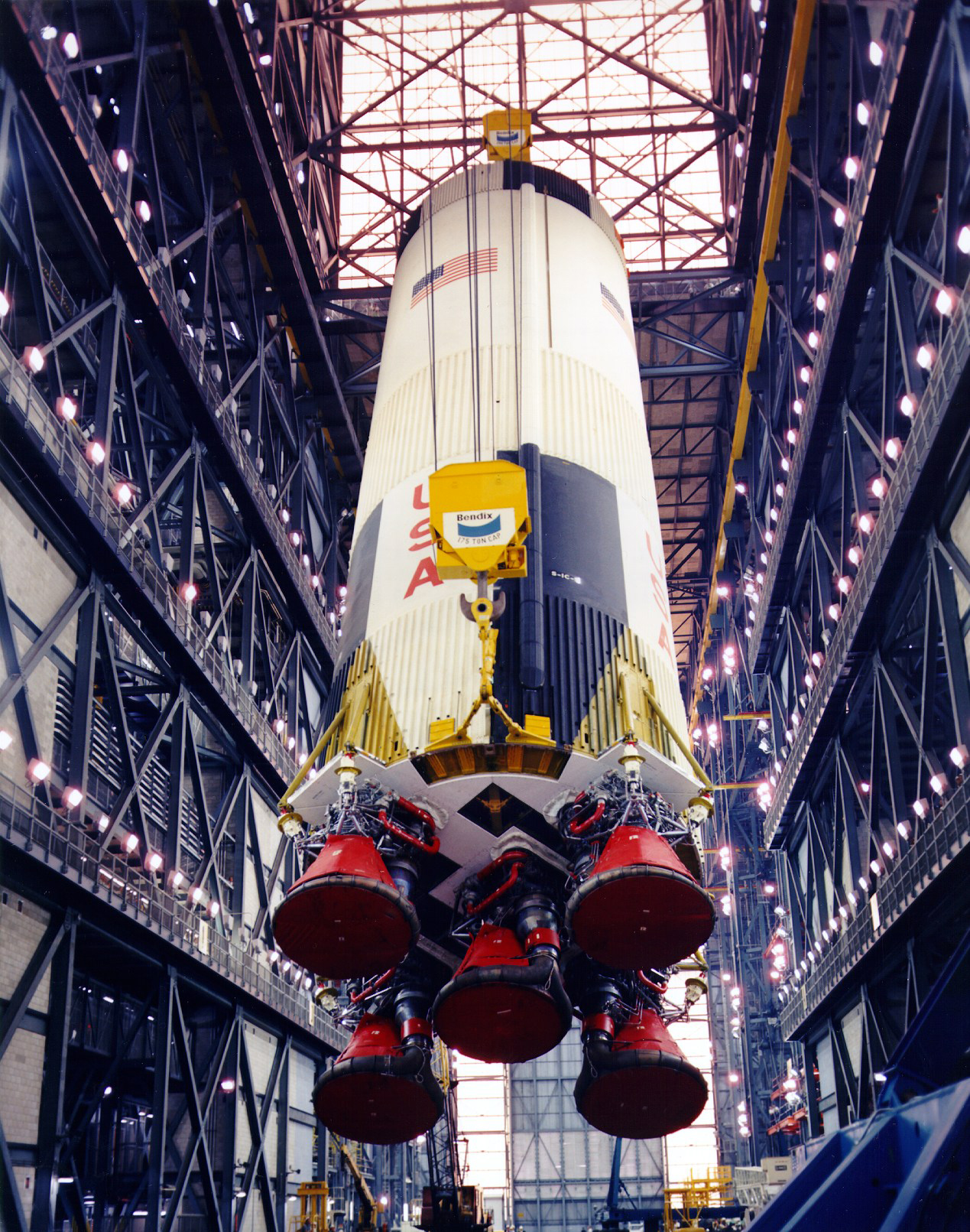
Il primo stadio del Saturno V all'interno del Vehicle Assembly Building

Lo stadio di discesa del modulo lunare fu consegnato al Kennedy Space Center l'11 ottobre 1968, mentre quello di ascesa arrivò cinque giorni dopo per essere assemblato il 2 novembre. Il modulo di servizio (SM) e il modulo di comando (CM) giunsero il 24 novembre, e due giorni dopo vennero assemblati. Parti del razzo vettore Saturno V arrivarono tra novembre e dicembre, e l'intero razzo fu eretto nel Vehicle Assembly Building (VAB) il 30 dicembre. Dopo essere stato testato in una camera di altitudine, il modulo di comando e servizio (CSM) venne posizionato sopra il veicolo di lancio il 6 febbraio 1969. Il veicolo spaziale completo giunse al Launch Complex 39B l'11 marzo 1969. Poiché era stato assemblato nell'High Bay 2 del VAB, la prima volta che ciò accadeva, fu necessario che il crawler-transporter (il veicolo cingolato che trasportava il razzo alla rampa di lancio) uscisse dalla parte posteriore del VAB, girasse intorno all'edificio e raggiungesse la crawlerway per procedere verso la rampa di lancio.

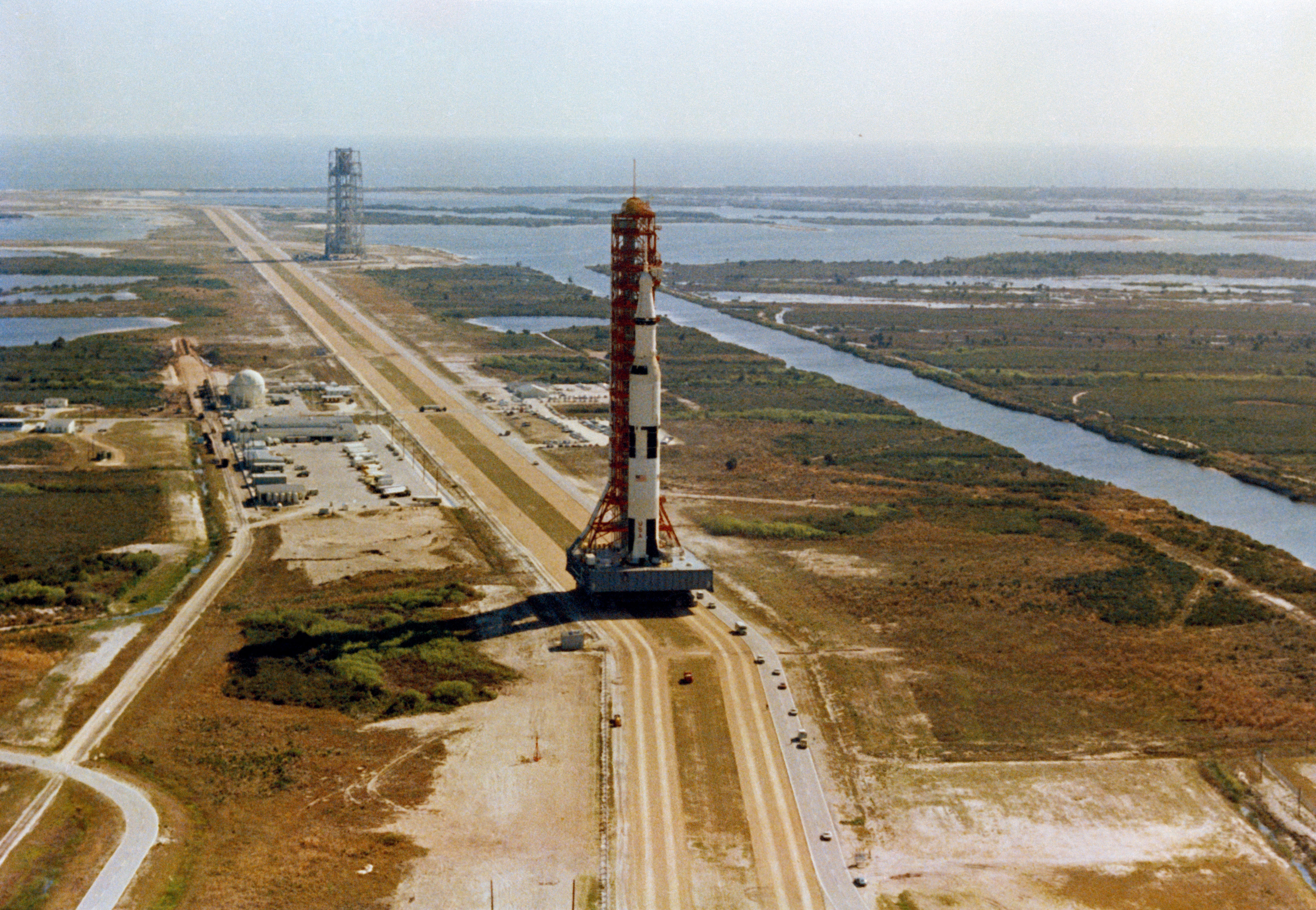
Il veicolo di lancio al completo si dirige verso il Launch Complex 39B grazie al Crawler-transporter

Il razzo vettore dell'Apollo 10 era il Saturno V designato come AS-505, il quinto Saturno V ad essere lanciato e il terzo a portare astronauti in orbita. L'esemplare AS-505 differiva da quello utilizzato nell'Apollo 9 per il peso a vuoto (senza propellenti) dei suoi primi due stadi, che risultava inferiore. Ciò aveva richiesto una significativa riduzione della massa dell'interstadio che univa i due stadi. Sebbene il terzo stadio S-IVB fosse leggermente più pesante, tutti e tre gli stadi erano in grado di trasportare una maggiore quantità di propellente, mentre il secondo stadio S-II generava più spinta rispetto a quello utilizzato nell'Apollo 9.
Il veicolo spaziale Apollo assegnato alla missione era composto dal modulo di comando 106 (CM-106), dal modulo di servizio 106 (SM-106, insieme al CM erano noti come CSM-106), dal modulo lunare 4 (LM-4), un adattatore navicella spaziale-modulo lunare (SLA) numerato come SLA-13A, e un sistema di abbandono del lancio. Lo SLA era una struttura di accoppiamento che univa l'Unità strumentale sullo stadio S-IVB del razzo Saturn V con il CSM, fungendo anche da alloggiamento per il LM. Il sistema di abbandono del lancio (Launch Escape System o LES) era dotato di razzi in grado di spingere il modulo di comando lontano dal razzo in caso di emergenza durante il lancio. Con un peso di circa 133,8 tonnellate, l'Apollo 10 sarebbe stato il veicolo spaziale più pesante a raggiungere l'orbita fino a quel momento.

## Fasi principali della missione

### Lancio

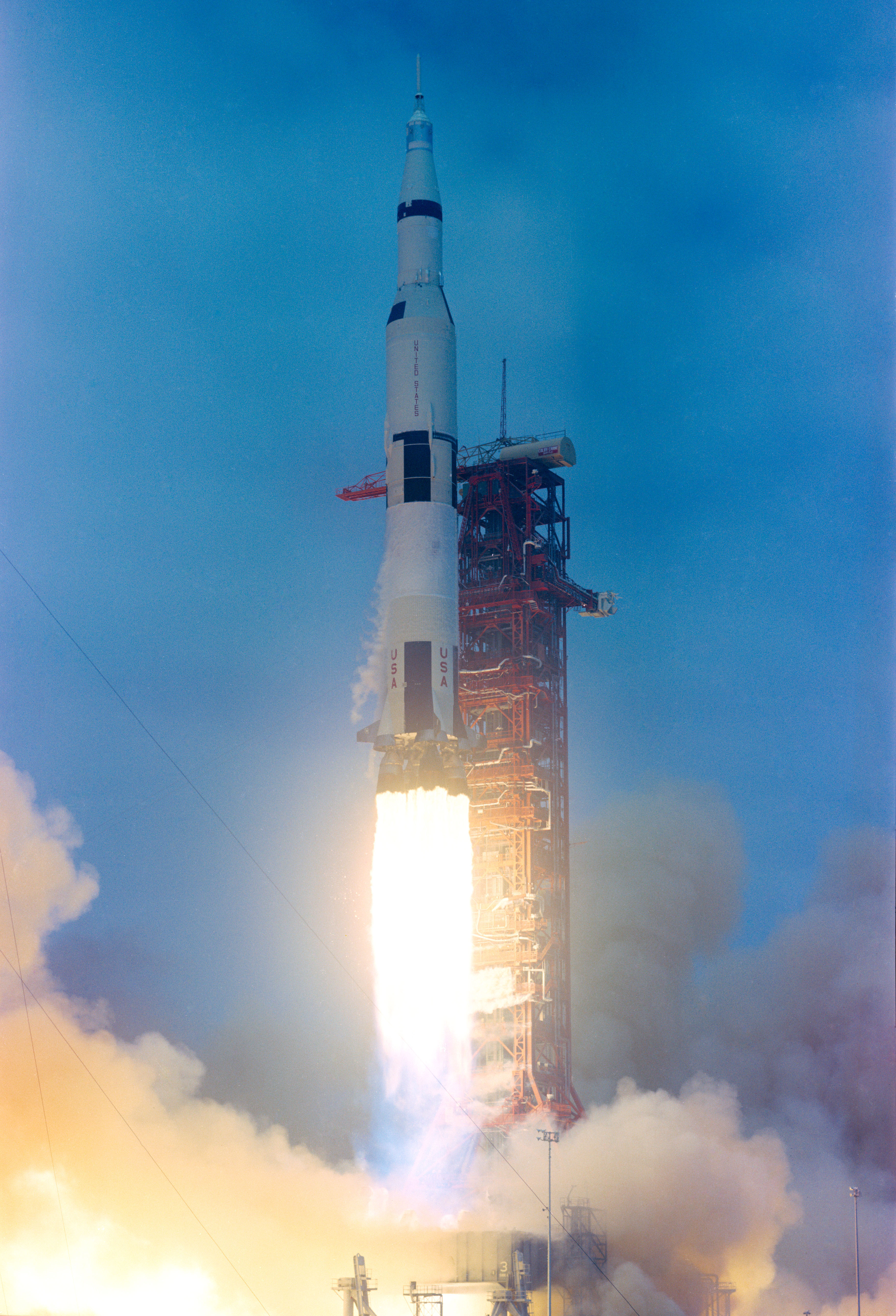
Il lancio di Apollo 10 il 18 maggio 1969

L'Apollo 10 venne lanciato dal Kennedy Space Center a Cape Canaveral in Florida il 18 maggio 1969, alle 12:49:00 EDT (16:49:00 UTC), all'inizio di una finestra di lancio della durata di 4,5 ore. Questa finestra era stata programmata per garantire le migliori condizioni di illuminazione quando l'equipaggio si sarebbe trovato nel punto più vicino alla superficie lunare nei giorni successivi. Il conto alla rovescia per il lancio iniziò alle 21:00:00 EDT del 16 maggio (01:00:00 UT del 17 maggio). Il razzo vettore Saturno V SA-505 decollò dal Launch Complex 39B, facendo dell'Apollo 10 la prima e unica missione del programma Apollo a essere lanciata da questa rampa di lancio; fu anche l'unica missione in cui le procedure di decollo furono gestite dalla Firing Room 30. Il Launch Complex 39B venne scelto poiché presso il Launch Complex 39A erano già iniziati i preparativi per la missione Apollo 11 prevista da lì a due mesi.
Durante il conto alla rovescia, alcuni problemi emersi furono risolti durante le sospensioni programmate, e il lancio avvenne senza ritardi rispetto al programma. Il giorno precedente all'inizio della missione, Cernan venne fermato dalla polizia per eccesso di velocità mentre tornava da un'ultima visita a sua moglie e suo figlio. In assenza di un documento di identificazione e con l'ordine di non rivelare la sua identità, l'astronauta, come raccontato nella sua autobiografia, temette di essere arrestato. Il responsabile capo della rampa di lancio, Guenter Wendt, che si trovava nelle vicinanze, riconobbe Cernan e spiegò la situazione all'ufficiale di polizia, che lo rilasciò, nonostante le sue perplessità sulla reale identità di Cernan.

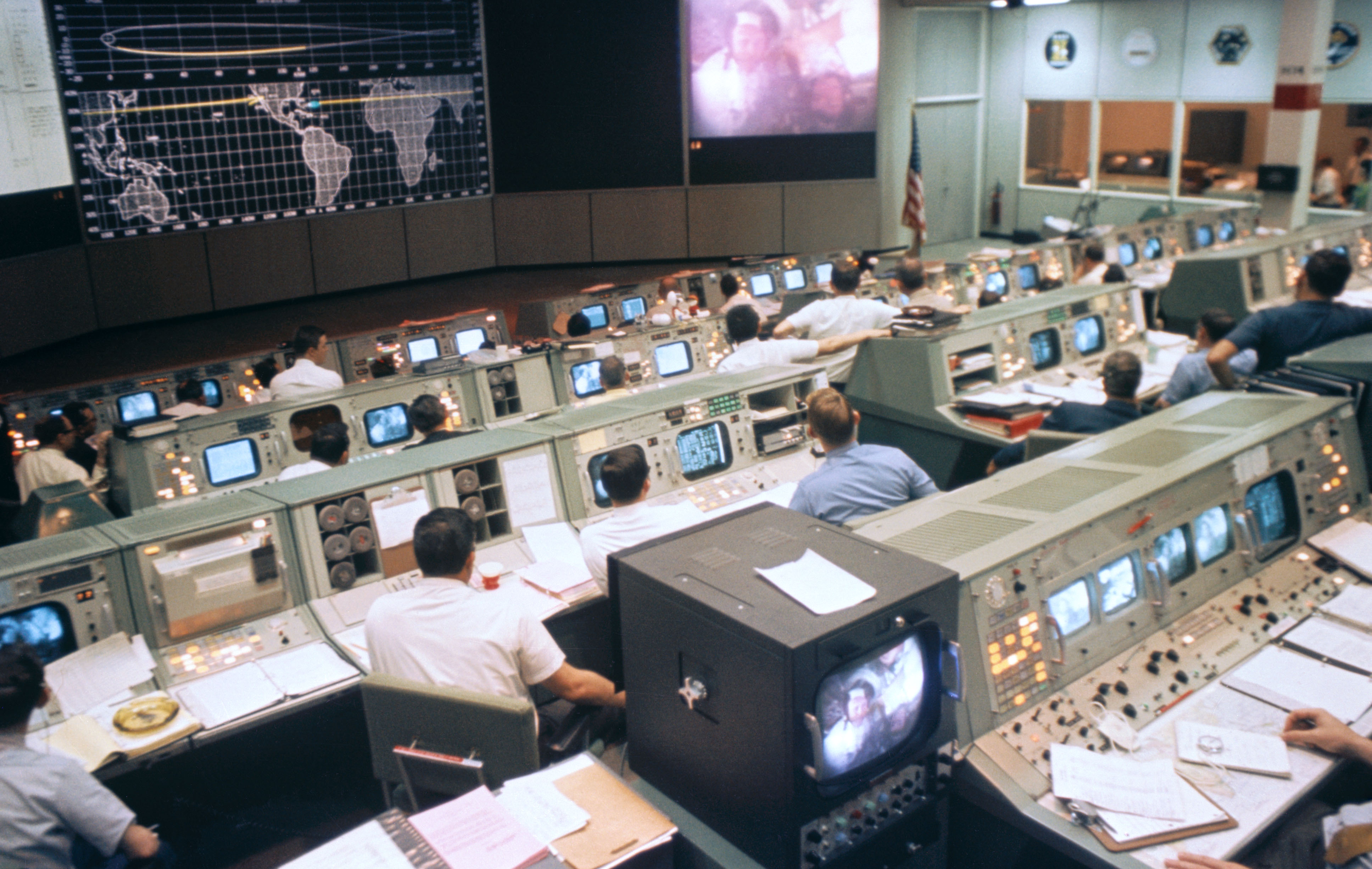
Centro di controllo missione a Houston durante la trasmissione di Apollo 10

La fase di ascesa non fu confortevole per l'equipaggio, che dovette affrontare delle forti oscillazioni pogo; tuttavia, circa dodici minuti dopo il decollo, il veicolo spaziale raggiunse con successo l'orbita terrestre bassa con un apogeo di 185,79 chilometri e un perigeo di 184,66 chilometri. Mentre la navicella si trovava in questa orbita di parcheggio, vennero effettuati i controlli previsti sui sistemi, e si confermò che tutto funzionava correttamente. Di conseguenza, l'equipaggio ricevette l'autorizzazione per procedere alla riaccensione del terzo stadio S-IVB per eseguire la manovra che li avrebbe portati sulla traiettoria verso la Luna. Durante l'esecuzione della manovra di inserzione translunare (TLI), il veicolo sperimentò ulteriori vibrazioni, suscitando la preoccupazione di Cernan, che temeva di dover interrompere la missione. Tuttavia, l'accensione riuscì senza problemi. Successivamente, Young eseguì la manovra di trasposizione, attracco ed estrazione, separando il modulo di comando e servizio (CSM) dallo stadio S-IVB, facendolo girare di 180° per agganciarsi al modulo lunare (LM) ed estrarlo dallo stadio S-IVB, prima di allontanarsi definitivamente da esso . Apollo 10 fu la prima missione a trasportare una telecamera a colori all'interno della navicella spaziale, permettendo ai controllori di volo a Houston di osservare in diretta la manovra di Young. Subito dopo, il pubblico televisivo poté ammirare in diretta le immagini a colori della Terra. Venne però riscontrato un problema: la copertura in mylar del portello del modulo di comando si era staccata, e una sostanziale quantità di isolamento in fibra di vetro si era dispersa nel tunnel, finendo sia nel modulo di comando che nel modulo lunare. Da Terra, i controllori accesero nuovamente l'S-IVB per inviarlo in orbita eliocentrica (attorno al Sole) con un periodo di 344,88 giorni.
Completate queste operazioni, l'equipaggio si preparò per il viaggio verso la Luna. Il carico di lavoro affidato a loro era relativamente leggero, quindi trascorsero gran parte del tempo a studiare il piano di volo o a riposare. Durante il viaggio, effettuarono anche cinque trasmissioni televisive, una delle quali raggiunse oltre un miliardo di spettatori. A seguito dei calcoli effettuati, si rese necessaria una leggera correzione di rotta, che venne eseguita con un'accensione del motore di 7,1 secondi a 26:32:56.8 dall'inizio della missione. L'accensione allineò l'Apollo 10 sulla traiettoria che avrebbe dovuto seguire anche l'Apollo 11. Il cibo destinato all'equipaggio risultò dal sapore sgradevole e fu ipotizzato che ciò si fosse verificato perché Stafford sciolse una doppia dose di cloro nell'acqua destinata alla sua reidratazione.

### Nell'orbita lunare

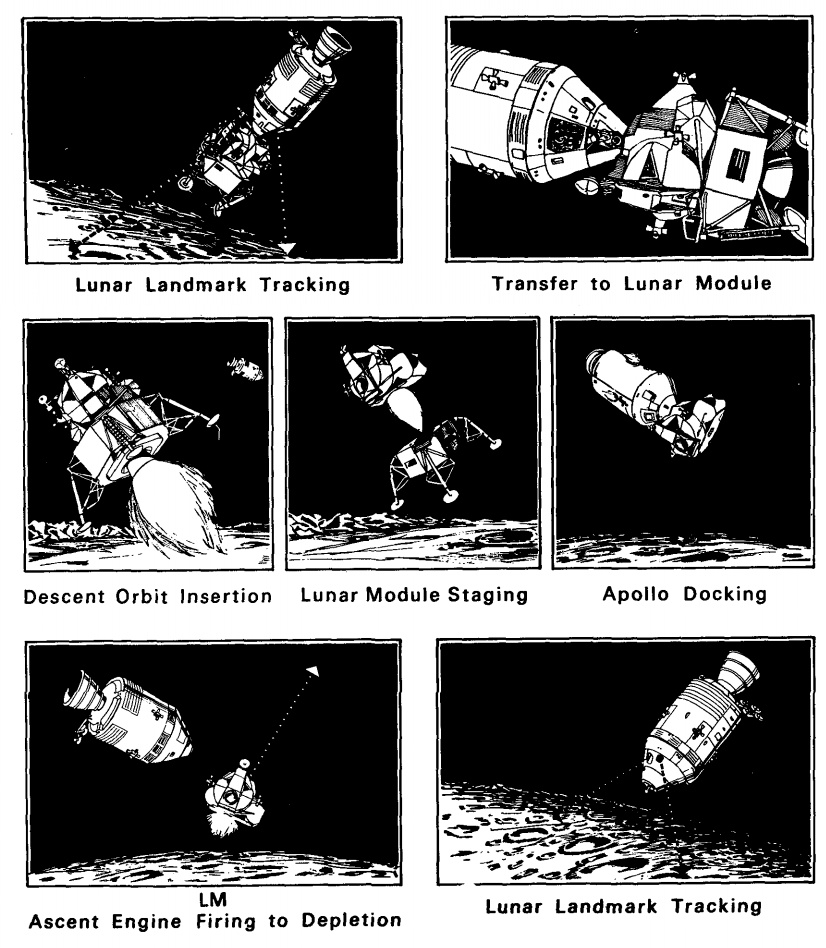
Operazioni lunari della missione Apollo 10 disegnate dalla NASA per il materiale informativo dato ai media

#### Arrivo e prime operazioni
Dopo 75 ore, 55 minuti e 54 secondi dall'inizio della missione, mentre la navetta spaziale si trovava 176,1 chilometri al di sopra la faccia nascosta della Luna, il motore del sistema di propulsione principale (SPS) del modulo di comando e servizio venne acceso per 356,1 secondi. Questa manovra rallentò il veicolo e lo posizionò in un'orbita lunare con un'apolunio di 314,8 chilometri e un perilunio di 111,5 chilometri. Dopo due orbite, fu effettuata un'ulteriore accensione di 13,9 secondi dell'SPS per circolarizzare l'orbita a 113,0 per 109,6 chilometri. A questo punto della missione erano trascorse 80 ore, 25 minuti e 8,1 secondi dal suo inizio. Successivamente, l'equipaggio si dedicò al tracciamento dei punti di riferimento pianificati sulla superficie lunare, registrando le considerazioni e scattando fotografie. Oltre ai siti denominati ALS-1, ALS-2 e ALS-3, l'equipaggio dell'Apollo 10 effettuò ulteriori osservazioni e fotografie di vari punti di interesse, tra cui i crateri Coriolis, King e Papaleksi. Durante la missione, gli astronauti parteciparono a una trasmissione televisiva a colori di mezz'ora, nella quale descrissero le immagini della superficie lunare sottostante.
L'equipaggio del modulo lunare (LM), composto da Stafford e Cernan, si preparò quindi ad entrarvi per effettuare un controllo dei sistemi, operazione eseguita circa un'ora dopo la seconda accensione. Appena entrati in Snoopy, gli astronauti si trovarono in mezzo a una nuvola di particelle di fibra di vetro derivante da un problema precedentemente riscontrato al portellone. Constato tutto ciò, l'equipaggio si prodigò nel cercare di ripulire l'interno con un aspirapolvere il meglio possibile. Stafford dovette anche aiutare Cernan a rimuovere i frammenti più piccoli che si erano impigliati nei suoi capelli e nelle sopracciglia, poiché le particelle gli facevano prudere la pelle e si erano infiltrate nel sistema di condizionamento dell'aria tanto che lo stesso comandante raccontò che il collega sembrava essere appena uscito da un pollaio. Sebbene la situazione fosse considerata principalmente un fastidio, si temette anche che le particelle potessero essere entrate nel sistema di aggancio tra i due veicoli, disallineandolo leggermente; tuttavia, il controllo missione stabilì che l'allineamento si trovava ancora entro limiti di sicurezza.

#### Discesa verso la Luna diSnoopy

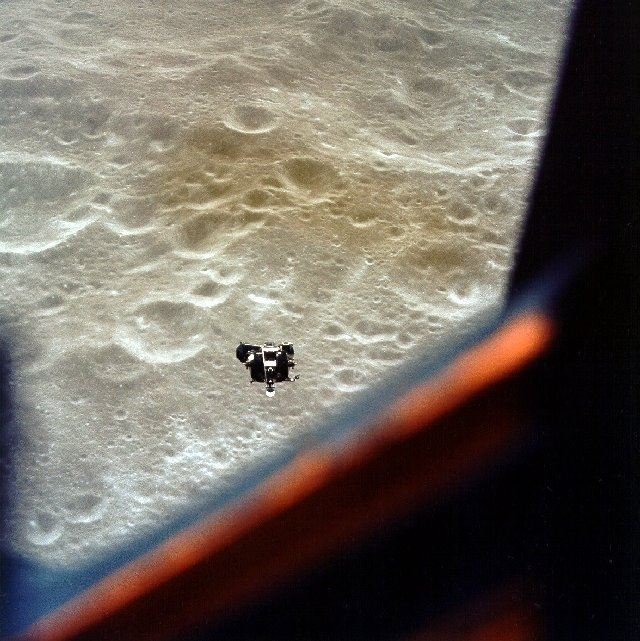
Il LEM "Snoopy" dell'Apollo 10 sopra la superficie della Luna

Dopo che Stafford e Cernan ebbero finito di controllare il modulo lunare, fecero ritorno sul modulo di comando per riposare un po'. Tornati poi dentro Snoopy, effettuarono la separazione dal CSM a 98 ore, 29 minuti e 20 secondi dall'inizio della missione. Young, rimasto nel CSM, fu il primo uomo a volare in solitaria in orbita attorno alla Luna. Dopo la separazione, Stafford e Cernan dispiegarono le quattro zampe che costituivano il carrello di atterraggio del modulo lunare e ne ispezionarono i sistemi. Il CSM eseguì quindi un'accensione di 8,3 secondi con i suoi propulsori RCS per allontanarsi dal LM di circa 9,14 metri, dopo di che Young ispezionò visivamente il LM dal CSM. Completata questa operazione, venne eseguita un'ulteriore accensione del CSM, questa volta per separare le due navette di circa 3,7 chilometri. I due astronauti del LM eseguirono, quindi, la manovra per inserirsi nell'orbita di discesa accendendo il loro motore di discesa per 27,4 secondi all'istante 99:46:01.6; contestualmente verificarono il funzionamento del radar di atterraggio della navicella mentre questa si avvicinava ai 15000 metri di altitudine, ovvero il punto da cui la successiva missione Apollo 11 avrebbe iniziato la discesa controllata per eseguire l'atterraggio sulla Luna. In precedenza, il radar di atterraggio del modulo lunare era stato testato solo in orbita terrestre. Mentre il LM eseguiva queste manovre, Young monitorava la posizione e lo stato del modulo lunare dal CSM, pronto a soccorrere i colleghi in caso di necessità. Cernan e Stafford sorvolarono ALS-2, arrivando a 15,6 chilometri dalla superficie a un punto 15 gradi a est, per poi eseguire un'accensione all'istante 100:58:25.93 di poco meno di 40 secondi per consentire un secondo passaggio su ALS-2, che venne effettuato ad una quota di 14,4 chilometri, il punto di massimo avvicinamento alla superficie della missione. Nel riferire le proprie impressioni riguardo al sito ALS-2 nei passaggi a bassa quota del LM, Stafford disse che gli era parso più liscio di quanto si sarebbe aspettato e ne descrisse l'aspetto come simile al deserto intorno a Blythe, in California; ma osservò anche che Apollo 11 avrebbe affrontato un terreno più accidentato se fosse andato fuori bersaglio. Sulla base delle osservazioni riportate dall'equipaggio dell'Apollo 10 da un'altitudine relativamente bassa, i progettisti di missione della NASA si sentirono abbastanza sicuri per confermare ALS-2 come sito di atterraggio per l'Apollo 11.

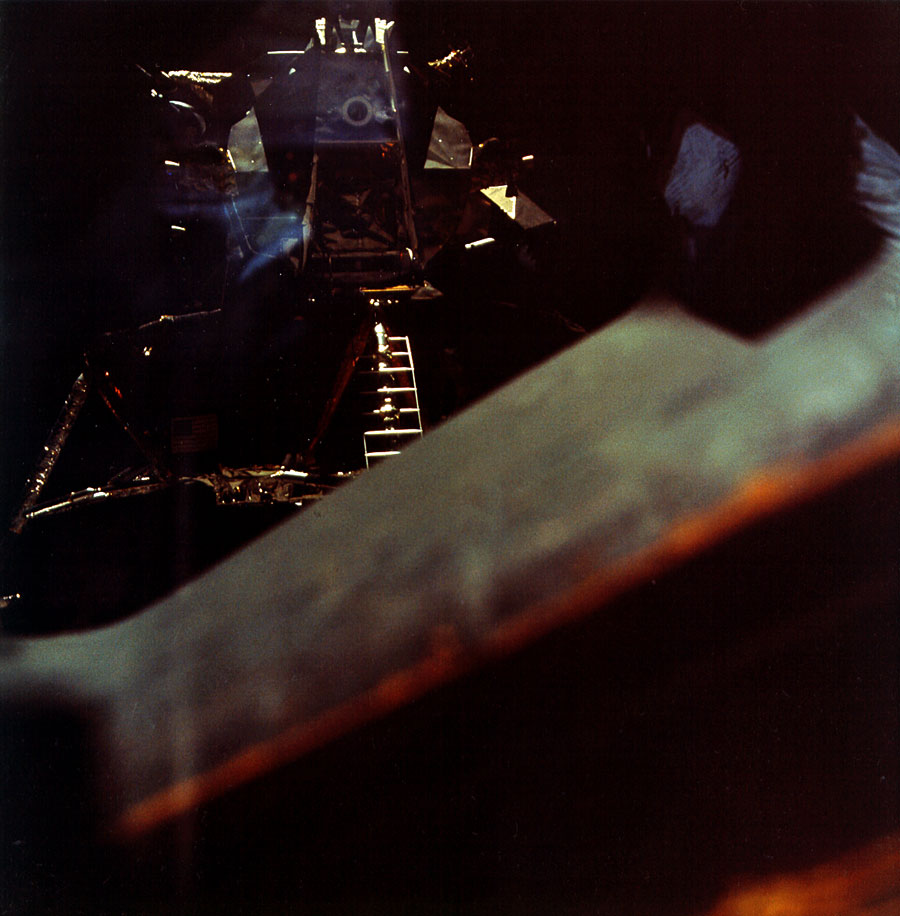
LM Snoopy con a bordo Stafford e Cernan, ispezionato da Young dopo la separazione da Charlie Brown

La successiva azione programmata era quella di prepararsi alla separazione dello stadio di ascesa del modulo lunare dallo stadio di discesa, di procedere quindi allo sgancio dello stadio di discesa e attivare il propulsore principale dello stadio di ascesa per ricongiungersi al CSM. Mentre Stafford e Cernan si preparavano a farlo, il modulo lunare iniziò a girare su se stesso fuori controllo.
Allarmato, Cernan esclamò: «Son of a bitch!» ("Figlio di puttana!") a microfono aperto in diretta, cosa che combinata ad altre espressioni colorite usate dall'equipaggio durante la missione, generò alcune lamentele sulla Terra. Stafford sganciò lo stadio di discesa circa cinque secondi dopo l'inizio della rotazione incontrollata e lottò per riprendere il controllo manualmente, sospettando che uno dei propulsori RCS si potesse essere bloccato in funzione. Fortunatamente riuscì nell'intento in tempo per orientare il veicolo spaziale e riagganciarsi a Charlie Brown. Il problema fu attribuito a un interruttore che controllava l'Abort Guidance System (un sistema di guida di back-up) che, da procedura, doveva essere premuto in quella fase; tuttavia, avendolo fatto entrambi i membri dell'equipaggi, lo avevano riportato alla posizione originale. Se avessero acceso il motore mentre Snoopy era orientato nella direzione sbagliata, avrebbero potuto mancare il rendezvous con Charlie Brown o schiantarsi sulla Luna. Una volta che Stafford ebbe ripreso il controllo del modulo lunare, operazione che richiese circa otto secondi, i due astronauti accesero il motore simulando la manovra di inserimento orbitale che la missione successiva avrebbe dovuto eseguire dopo aver lasciato la superficie lunare. Snoopy proseguì su quella traiettoria per circa un'ora prima di accendere nuovamente il motore per affinare ulteriormente l'avvicinamento a Charlie Brown.
Snoopy si riunì e si riagganciò a Charlie Brown alle 106:22:02, ora della missione, poco meno di otto ore dopo lo sgancio. L'aggancio tra le due navette venne trasmesso in diretta a colori dal CSM. Una volta che Cernan e Stafford furono rientrati in Charlie Brown, Snoopy venne sigillato e separato nuovamente dal modulo di comando e servizio. Ne fu quindi comandata da remoto l'accensione del motore che, consumando tutto il carburante residuo rimasto a bordo, lo inserì su di un'orbita eliocentrica.
Snoopy fu l'unico modulo lunare del programma Apollo ad andare incontro a questo destino. Lo stadio di ascesa dell'Apollo 11 venne abbandonato in orbita lunare e finì per schiantarsi sulla Luna in seguito al decadimento della sua orbita. Per gli stadi di ascesa delle successive missioni Apollo - 12, 14, 15 e 17 - furono invece previsti impatti controllati sulla superficie lunare, al fine di registrare le onde sismiche da essi generati con i sismometri lasciati sulla Luna e acquisire informazioni sulla struttura interna della Luna. Ci furono tuttavia due eccezioni: il modulo lunare dell'Apollo 13, che l'equipaggio utilizzò come "scialuppa di salvataggio" nella traiettoria di ritorno verso la Terra e che si disintegrò nell'atmosfera terrestre, e quello dell'Apollo 16, di cui la NASA perse il controllo dopo lo sgancio in orbita lunare.

### Ritorno verso la Terra

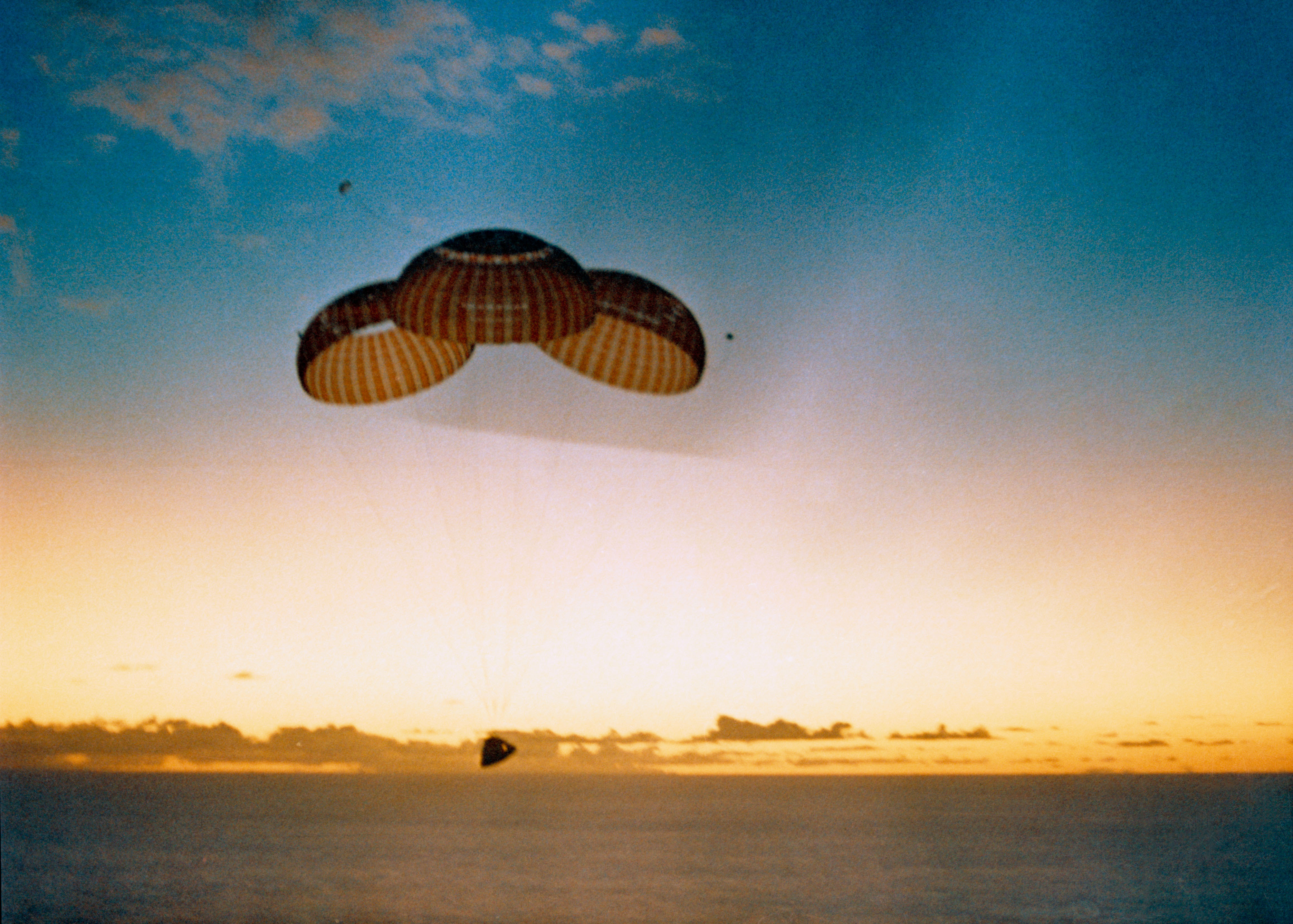
L'Apollo 10 rientra sulla Terra frenato dai paracadute

Dopo essersi ricongiunto sul CSM, l'equipaggio ebbe a disposizione del tempo per riposare, scattare ulteriori fotografie e condurre osservazioni della superficie lunare dall’orbita. Durante queste attività, gli astronauti riuscirono a identificare ben 18 punti di riferimento sulla superficie e a realizzare una serie di fotografie aggiuntive utili per documentare le caratteristiche lunari. Tuttavia, a causa della stanchezza accumulata, fu necessario cancellare due trasmissioni televisive inizialmente previste. Successivamente, il motore principale del CSM venne riacceso per circa 2,5 minuti con l’obiettivo di immettere l’Apollo 10 su una traiettoria di rientro verso la Terra. Tale traiettoria fu raggiunta a 137 ore, 39 minuti e 13,7 secondi dall'inizio della missione. L'Apollo 10 aveva completato 31 orbite attorno alla Luna in circa 61 ore e 37 minuti.
Durante il viaggio di ritorno verso la Terra, l'equipaggio si dedicò a diverse attività di osservazione utili per la navigazione. Inoltre, gli astronauti eseguirono un test programmato per misurare la riflettanza dell’antenna a elevato guadagno del CSM. Nel corso del viaggio furono trasmesse sei trasmissioni televisive di durata variabile, attraverso le quali il pubblico poté osservare l'interno del veicolo e godere di immagini della Terra e della Luna. Successivamente, Eugene Cernan raccontò che lui e il suo equipaggio furono i primi ad essersi rasati con successo nello spazio, durante il ritorno, utilizzando un rasoio di sicurezza e un gel da barba denso. In precedenza, questi oggetti erano stati vietati nelle missioni spaziali perché considerati un potenziale rischio per la sicurezza. A 188 ore, 49 minuti e 58 secondi dall'inizio della missione, poche ore prima della separazione tra il modulo di comando e il modulo di servizio, l'equipaggio eseguì un'accensione del motore per effettuare l’unica correzione di traiettoria necessaria durante il rientro. L'accensione durò complessivamente 6,7 secondi.

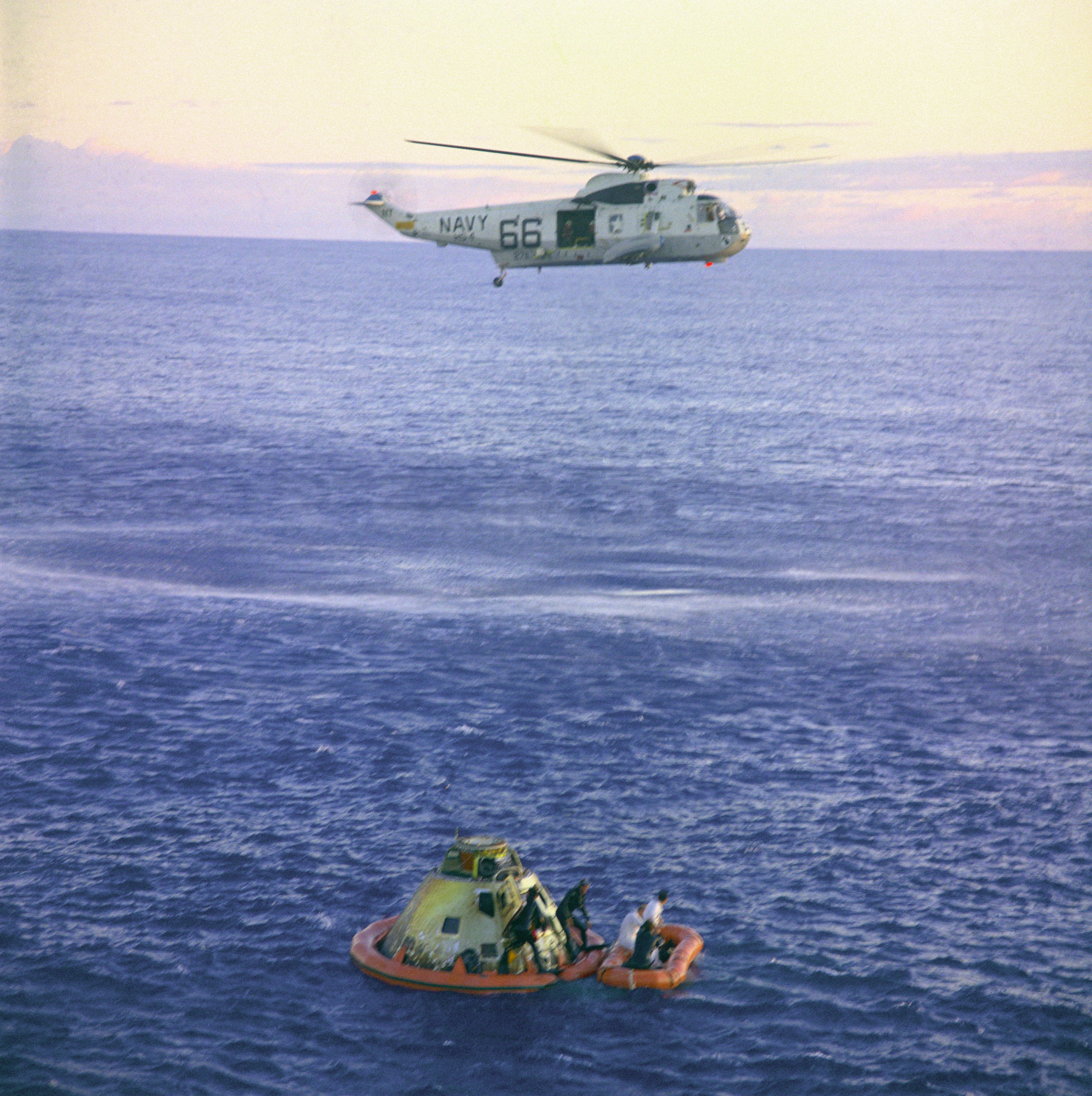
Operazioni di recupero dell'equipaggio dopo l'ammaraggio nell'Oceano Pacifico

Durante l'ultimo giorno di missione, mentre il veicolo spaziale si avvicinava rapidamente alla Terra, l'Apollo 10 stabilì il record di velocità per un volo spaziale umano, raggiungendo i 39897 km/h rispetto alla Terra: si tratta della massima velocità mai raggiunta da un essere umano. Questo risultato fu possibile perché la traiettoria di rientro era stata pianificata per durare solo 42 ore, anziché le consuete 56. Oltre a questo primato, gli astronauti dell’Apollo 10 furono anche gli esseri umani che si allontanarono di più da casa, intesa come Houston, avendo raggiunto una distanza massima di 408950 chilometri. (In seguito, l’equipaggio dell’Apollo 13 superò tale distanza di circa 200 km, rispetto alla Terra nel suo complesso). Sebbene la maggior parte delle missioni Apollo orbitasse attorno alla Luna a una distanza costante di circa 111 km dalla superficie lunare, la distanza tra la Terra e la Luna poteva variare fino a 43000 chilometri durante il mese lunare. A ciò si aggiungeva la variazione dovuta alla rotazione terrestre, che poteva aumentare la distanza da Houston di un massimo di 11000 chilometri nel corso di una giornata. Nel caso dell’Apollo 10, il momento in cui l'equipaggio raggiunse il punto più lontano della propria orbita attorno al lato nascosto della Luna coincise con quello in cui la rotazione terrestre poneva Houston nella posizione più distante possibile, cioè quasi un intero diametro terrestre più lontano.
Dopo 191 ore, 33 minuti e 26 secondi dall'inizio della missione, il modulo di comando, con all'interno l'equipaggio, si separò dal modulo di servizio in preparazione al rientro. Circa quindici minuti dopo, ovvero a 191:48:54.5, ebbe luogo il rientro atmosferico. Successivamente, dopo altri quindici minuti circa, il modulo di comando effettuò l'ammaraggio nell'Oceano Pacifico, a circa 740 chilometri a est delle Samoa americane, alle ore 16:52:23 UTC del 26 maggio 1969. La missione ebbe una durata totale di 192 ore, 03 minuti e 23 secondi. Gli astronauti furono recuperati dalla USS Princeton, a bordo della quale rimasero per circa quattro ore, durante le quali ricevettero una telefonata di congratulazioni dal presidente Richard Nixon. Poiché non erano entrati in contatto con la superficie lunare, non furono sottoposti a quarantena, a differenza di quanto avvenne per le successive missioni che effettuarono l'allunaggio. Infine, gli astronauti furono trasportati in aereo all'aeroporto Internazionale di Pago Pago, situato a Tafuna, dove si tenne una cerimonia di saluto. Da lì partirono a bordo di un aereo cargo C-141 diretto verso la base aeronautica di Ellington, nei pressi di Houston.

## Importanza per il programma Apollo e eventi successivi
Le operazioni orbitali e le manovre in solitaria del modulo lunare durante la parziale discesa  verso la superficie lunare furono fondamentali per il successo dell'allunaggio dell'Apollo 11. Queste operazioni dimostrarono l'affidabilità delle navette e dei sistemi della missione. L'equipaggio confermò che le procedure di verifica del modulo lunare (LM), la discesa iniziale e il rendezvous potevano essere completati nei tempi previsti, che i sistemi di comunicazione del modulo lunare erano adeguati, che i radar di rendezvous e di atterraggio del LM erano pienamente operativi in orbita lunare e che i due veicoli spaziali potevano essere adeguatamente monitorati dal personale a Terra. Inoltre, la precisione delle manovre in orbita lunare poté migliorare e, combinando i dati con quelli ottenuti dalla missione Apollo 8, la NASA ritenne di aver raggiunto un livello di accuratezza sufficiente per eseguire il primo allunaggio con equipaggio. Dopo circa due settimane passate ad analizzare i dati dell'Apollo 10, la NASA autorizzò l'Apollo 11 a procedere con il volo programmato per il luglio successivo. Così, il 16 luglio 1969, con un nuovo lancio di un Saturn V vennero mandati nello spazio gli astronauti dell'Apollo 11, Neil Armstrong, Buzz Aldrin e Michael Collins, e quattro giorni dopo i primi due atterrarono sulla Luna, adempiendo alla sfida lanciata dal presidente John Kennedy di portare astronauti sulla Luna e riportarli sani e salvi sulla Terra entro la fine degli anni 1960.
Nel 1972 Stafford fu promosso a generale di brigata e posto al comando della parte statunitense del programma test Apollo-Sojuz, che si svolse nel luglio 1975. Successivamente, Stafford assunse il comando del centro di collaudo in volo dell'aeronautica militare presso la Edwards Air Force Base in California e si ritirò nel novembre 1979 con il grado di tenente generale. John Young partecipò come comandante alla missione Apollo 16, durante la quale mise piede sulla Luna nell'aprile 1972. Dal 1974 al 1987 ricoprì il ruolo di Capo degli astronauti, comandando la prima missione del programma Space Shuttle, STS-1, nel 1981 e la missione STS-9 nel 1983. Young si ritirò dal Corpo degli astronauti della NASA nel 2004. Eugene Cernan fu il comandante dell'ultima missione lunare Apollo, l'Apollo 17, che volò nel dicembre 1972. Si ritirò dalla NASA e dalla Marina statunitense con il grado di capitano nel 1976.

## Cimeli

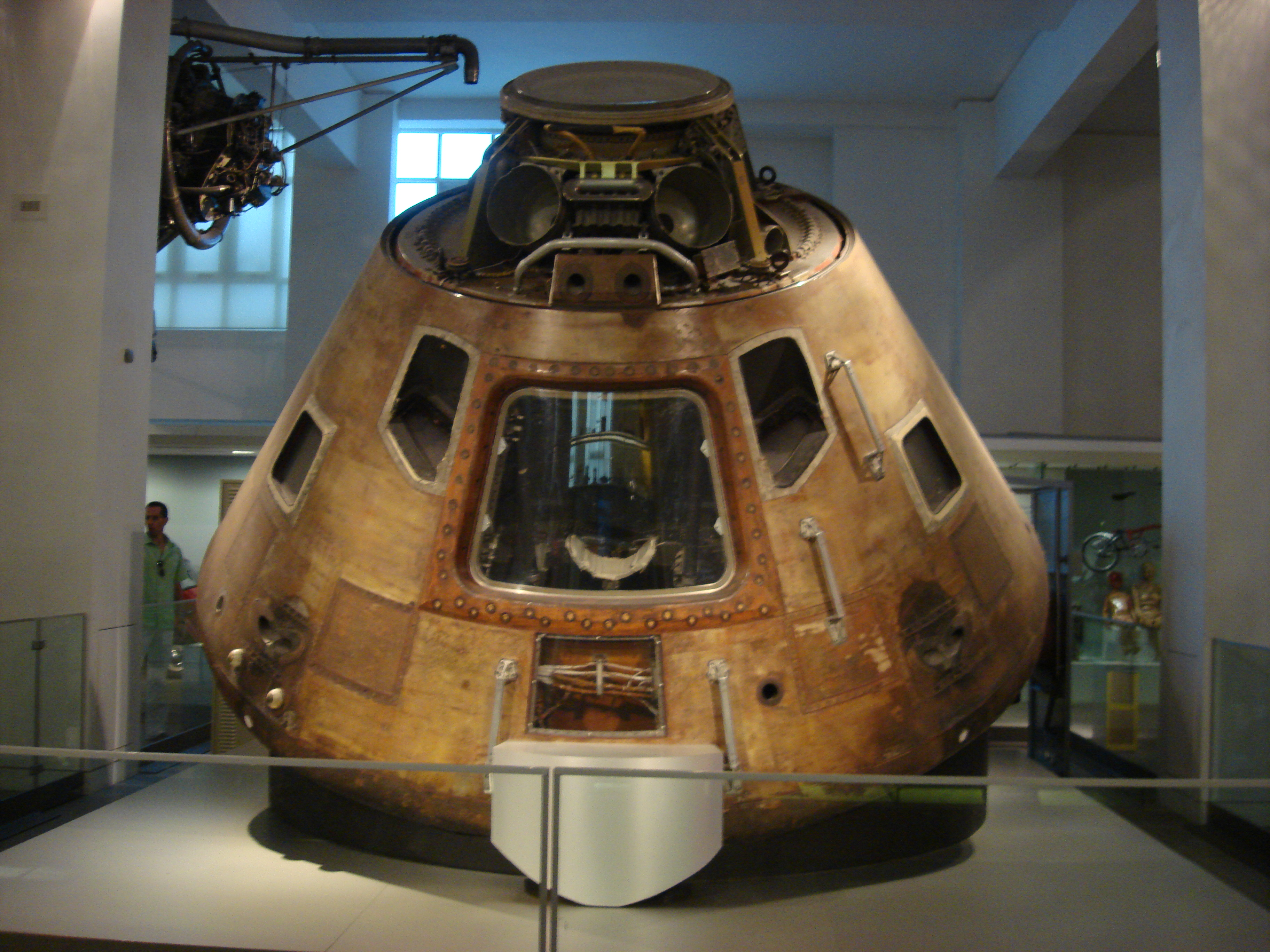
Il modulo di comando esposto al London Science Museum

Dal 1970, lo Smithsonian Institution è responsabile della conservazione del modulo di comando Charlie Brown. Inizialmente, la capsula fu esposta in varie nazioni, fino a quando, nel 1978, venne concessa in prestito al London Science Museum. Il modulo di servizio, invece, fu espulso poco prima del rientro atmosferico e si disintegrò nell'atmosfera terrestre, con i frammenti dispersi nell'Oceano Pacifico.
Dopo che la navetta aveva raggiunto la traiettoria translunare, il terzo stadio S-IVB del razzo Saturno V venne riacceso per conferirgli una velocità sufficiente a superare la velocità di fuga terrestre, immettendolo in un'orbita eliocentrica, dove risultava ancora presente nel 2020.
Anche il modulo di ascesa del modulo lunare Snoopy venne abbandonato e successivamente immesso in un'orbita eliocentrica. Tuttavia, la sua posizione esatta non fu più tracciata dal 1969.
Nel 2011, un gruppo di astrofili britannici lanciò un progetto per rintracciare il veicolo, e nel giugno 2019 la Royal Astronomical Society annunciò la possibile identificazione di Snoopy nell'asteroide 2018 AV2, con una probabilità stimata al 98%.
Snoopy è tuttora l’unico veicolo spaziale che ha avuto un equipaggio noto per trovarsi ancora nello spazio.
Il modulo di discesa di Snoopy, invece, venne abbandonato in orbita lunare.
La sua posizione attuale è sconosciuta, ma si ritiene che possa essersi schiantato sulla superficie della Luna a causa del decadimento orbitale.
Lo scienziato Phil Stooke, che ne studiò la possibile traiettoria, affermò che il modulo «si è schiantato in un luogo sconosciuto». Un’altra fonte suggerì che il modulo «alla fine precipitò entro pochi gradi dall'equatore, sul lato più vicino della Luna».